# Walter Siti
Walter Siti (n. 20 mai 1947, Modena, Italia) este un scriitor italian.
A câștigat Premiul Strega în 2013 pentru Resistere non serve a niente.